# Тарако (сэйю)
Тарако Исоно (яп. 磯野たらこ Исоно Тарако, 17 декабря, 1960, префектура Гумма — 4 марта 2024) — японская актриса, сэйю и певица. Творческий псевдоним — Тарако. Дебютировала в озвучивании в аниме Urusei Yatsura.
Умерла 4 марта 2024 года в возрасте 63 лет.

## Биография
В детстве вместе со старшей сестрой Тарако выступала в детском театре. В начальной школы она была членом музыкального кружка и играла на флейте. В старшей школе организовала аниме-клуб, будучи поклонницей сериала Lupin III.
После окончания школы Тарако переехала в Токио, чтобы поступить на факультет актерского озвучивания в Токийскую академию визуальных искусств. Её первой ролью в качестве актрисы озвучивания стал ребёнок из детского сада в аниме Urusei Yatsura.
В 1990 году Тарако стала голосом Момоко Сакуры, главной героини аниме-сериала «Чиби Маруко Чан». Сериал получил огромную популярность, достигнув рейтинга телезрителей в 39,9 %, что сделало его анимационным сериалом с самым высоким рейтингом в Японии в течение 1990-х годов. В 2016 году от имени аниме-сериала Тарако получила награду Seiyu Awards за лучшую совместную работу.
В 2019 году Тарако была удостоена награды Seiyu Awards как лучший сэйю по мнению детей и семей.

## Позиции в Гран-при журнала Animage
- 1983 год — 19-е место в Гран-при журнала Animage, в номинации на лучшую девушку-сэйю[9];
- 1984 год — 14-е место в Гран-при журнала Animage, в номинации на лучшую девушку-сэйю[10];
- 1991 год — 7-е место в Гран-при журнала Animage, в номинации на лучшую девушку-сэйю[11]

## Роли в аниме
- 1981 год — Несносные пришельцы (ТВ) (Сахар);
- 1982 год — Sentou Mecha Xabungle (Чил);
- 1983 год — Xabungle Graffiti (Чил);
- 1984 год — Навсикая из Долины Ветров (Парень);
- 1986 год — Доходный дом Иккоку (ТВ) (Асами);
- 1986 год — Небесный замок Лапута (Мадж);
- 1986 год — Их было одиннадцать (Тото);
- 1986 год — Katsugeki Shojo Tanteidan (Хэки Итинотани);
- 1989 год — Chiisana Ahiru no Ooki na Ai no Monogatari Ahiru no Quack (Том);
- 1989 год — Полиция Будущего (ТВ) (Тамико);
- 1990 год — Счастливое семейство Муми-троллей (Месо-Месо);
- 1990 год — Sengoku Bushou Retsuden Bakufuu Douji Hissatsuman (Будзё);
- 1990 год — Маруко-тян (фильм первый) (Маруко);
- 1992 год — Микан - оранжевый кот (Микан);
- 1999 год — Охотник х Охотник (ТВ) (Сэнрицу);
- 2000 год — Инуяся (ТВ-1) (Кирара / Куроро);
- 2001 год — Нуар (Альтена);
- 2002 год — Охотник х Охотник OVA-1 (Сэнрицу);
- 2005 год — Kabutomushi Ouji Mushiking: Mori no Tami no Densetsu (Тиби-Кинг);
- 2006 год — Pokemon Fushigi no Dungeon Shutsudo Pokemon Kyujotai Ganbarus! (Медичам)